# 黄金井光良
黄金井 光良（こがねい みつよし、1934年1月3日 - ）は、埼玉県川口市出身の元競輪選手。現役時代は日本競輪選手会埼玉支部に所属。

## 来歴
日本競輪学校（当時。以下、競輪学校）創設以前に競輪選手登録された期前選手で、登録番号は2832。実子の黄金井憲は競輪学校第54期生の競輪選手。憲の実子で、当人の孫にあたる黄金井力良は競艇選手。
1950年4月8日、大宮競輪場でデビューし7着。初勝利は同年同月10日の同場。
デビュー当時から追い込みを主体とした競走スタイルを貫き、大阪中央競輪場で開催された1953年の第8回全国争覇競輪（現在の日本選手権競輪）では、優勝の中井光雄、2位の山崎勲に次いで3位。また、川崎競輪場で開催された1960年の全国オールスター争覇競輪（現在のオールスター競輪）でも決勝戦で3着（優勝は吉田実）に入った。
その後も特別競輪（現在のGI）は一度も優勝できなかったが、1977年のオールスター競輪（千葉競輪場）まで常時参加。加えて、1983年4月1日より実施されたKPK制度（S級の創設）が導入されるまでは競輪選手の最高ランクであったA級1班の地位を、1951年から1976年まで25年間キープし続けた。
1992年10月26日、千葉競輪場で通算800勝を達成。
その後も66歳まで現役選手を続け、2000年3月5日の大宮競輪第1レースB級一般戦・8着が現役最後のレースとなった。選手登録削除日は同年同月28日。通算戦績4498戦823勝。黄金井の引退で期前の選手は全員引退した。最後から2番目は1998年に引退した植村央である。

## エピソード
- 『なぜ老兵は闘い続けるのか ― 六十三歳 今なお現役にこだわる一競輪選手の哲学』（かんき出版、ISBN 476125680X）という本を1997年12月に出版しているが、あとがきの一筆を、長年来の友人として、作家の安部譲二が務めている。
- 自身の談によると、A級1班の地位をキープできなくなったのは、1976年の立川競輪場でのレースで、当時A級5班[1]だった中野浩一のマークについたものの、中野の踏み出しに全く対応できず、その後ズルズルと後退していったことに起因していると述べている[2]。その後まもなくして、25年間維持してきたA1を陥落している。
- 2着の回数831は、競輪選手歴代最多記録[2]。